# Pasquale Paoli
Pasquale Paoli (Morosaglia, 6 de abril de 1725 - Londres, 5 de fevereiro de 1807), também conhecido pela versão galicizada do seu nome Pascal Paoli, patriota corso que liderou os levantamentos populares em oposição à dominação genovesa e depois francesa na ilha. É considerado o babbu di a Patria (o pai da pátria) corsa e o grande obreiro da independência corsa do século XVIII. Foi um dos homens mais influentes do seu tempo, inspirando, com a aprovação da sua constituição democrática da Córsega e com a afirmação do direito à autodeterminação dos povos, o movimento independentista norte-americano, razão pela qual é lembrado na toponímia de muitas cidades americanas. É dos poucos estrangeiros a ser honrado com um cenotáfio na abadia de Westminster.

## Biografia
Pasquale Paoli nasceu na aldeia de La Stretta, comuna de Morosaglia, a 5 de abril de 1725, filho mais novo de Denise Valentini e do patriota corso Giancintu Paoli (também grafado Giacinto Paoli ou Hyacinthe Paoli).
A sua infância desenrola-se num tempo conturbado de fome, grande instabilidade social e revoltas constantes. Ele tem quatro anos quando eclode no Boziu, em novembro de 1729, o primeiro grande levantamento popular corso, dando origem ao incidente que ficou conhecido pela revolta dos dois seini (os seini eram a moeda genovesa então em uso na ilha).
Apesar das causas imediatas poderem ser atribuídas à recusa de pagar um imposto, numa situação em que a carga fiscal era excessiva em tempo de crises alimentares cíclicas causadas pela fraca produção agrícola, coexistia na ilha um enorme mal-estar causado pela insegurança, já que abundavam os bandidos armados e as quadrilhas audaciosa, e pela falta de justiça nas punições infligidas pelas expedições militares genovesas. Um pedido para que fosse autorizado o porte de armas para autodefesa, interpretado como um acto de desafio, é uma das claras manifestações deste ambiente pré-insurreccional.
A partir da região de Boziu a rebelião estende-se a Castagniccia, Casinca e, depois, a Niolo. Em fevereiro de 1730 Bastia é saqueada; em dezembro desse ano reúne-se uma consulta nacional em San Pancraziu, que nomeou Andréa Colonna-Ceccaldi, Luigi Giaffieri e o abade Raffaelli como chefes da nação corsa.
Face ao alastrar da sublevação, Génova pede ajuda a Carlos VI, o imperador sacro-romano-germânico, o qual envia tropas. Contudo, estas foram inicialmente rechaçadas em meados de 1731, mas uma nova investida, umas semanas mais tarde, submeterá os principais focos rebeldes.
Em junho de 1733, com a garantia do imperador Carlos VI, Génova cede a um conjunto de reivindicações corsas, procurando o apaziguamento. Contudo, as cedências não foram consideradas suficientes e alguns meses mais tarde a rebelião reacende-se, tendo agora entre os seus líderes Giancintu Paoli, o pai de Pasquale.
Quando a revolta é esmagada por nova intervenção genovesa com o apoio de forças imperiais, Giancintu Paoli, depois de um período aventuroso de semi-clandestinidade, é obrigado a procurar o exílio. Parte para Nápoles a 7 de julho de 1739, levando consigo o filho mais novo Pasquale, então com 14 anos de idade, e deixando os negócios familiares entre ao filho mais velho, Clemente Paoli (ou Chilimentu Paoli, em corso).

### A juventude em Nápoles (1739-1755)
Foi em Itália, na cidade de Nápoles, para onde se exilou aos 14 anos de idade com seu pai, que recebeu o essencial da sua formação. Pascal Paoli teve uma educação esmerada, sendo conhecedor dos clássicos e obtendo fluência, para além do corso e do italiano, suas línguas maternas, nas línguas francesa e inglesa. Leu os filósofos da época, em especial os franceses, interessando-se profundamente pela filosofia política e pelas novas ideias democráticas que brotavam da França pré-revolucionária, com destaque para as de Jean-Jacques Rousseau, de Voltaire e de Montesquieu.
Aos 16 anos de idade Pasquale alista-se no exército napolitano como cadete, sendo integrado no mesmo regimento onde seu pai servia. Entre 1742 e 1743 é colocado em Gaeta, regressando a Nápoles em finais deste último ano.
Em Nápoles passa a frequentar a Academia Real de Artilhariam preparando-se para uma carreira de oficial daquela arma. Apesar disso, mantém-se atento ao evoluir do pensamento europeu, lendo os filósofos franceses e ingleses. Também se mantém bem informado sobre a evolução dos acontecimentos na sua ilha natal, de onde o irmão Clemente lhe envia notícias detalhadas da evolução social e política.
Entre as influências filosóficas que se apontam a Paoli estão as obras de Montesquieu, em especial a sua teoria da separação dos poderes, Nicolau Maquiavel e de Antonio Genovesi (1713-1769), professor de Ética da Universidade de Nápoles.
Em 1754 é nomeado oficial no Regimento Real Farnese e colocado primeiro em Siracusa e depois na ilha de Elba. Contudo, a sua carreira militar será breve, pois em inícios de 1755 pede a sua demissão, chamado à Córsega pelo por notícias vindas do seu irmão Clemente, que o informavam que um novo levantamento popular estava em curso.

### Paoli comoCapu Generale di a Nazione(1755-1769)

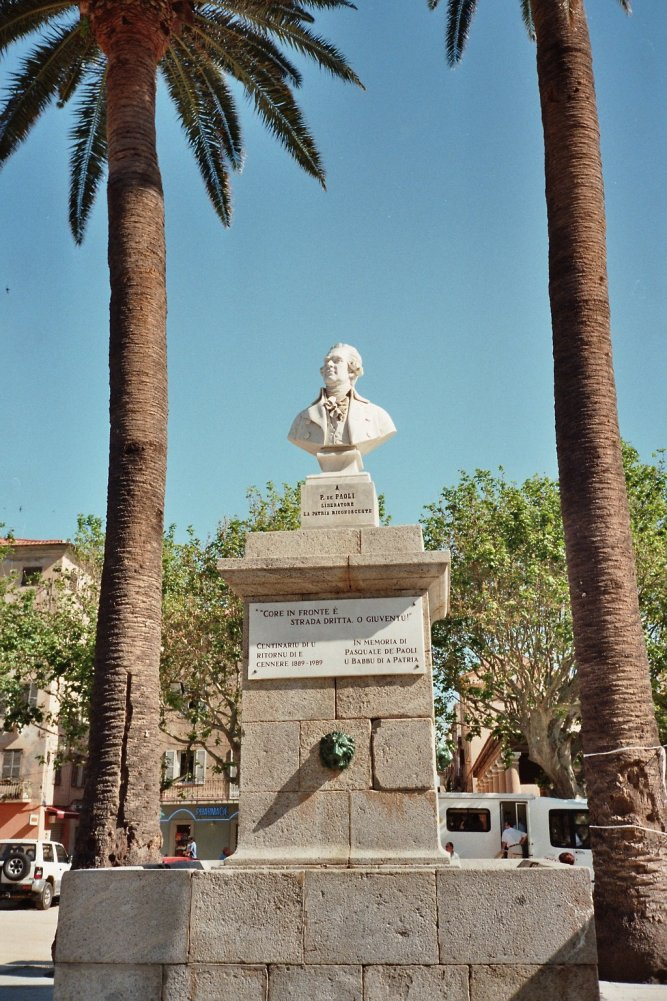
Busto de Pasquale Paoli, L'Île-Rousse.

Chegado à ilha em meados de 1755, é chamado pelos principais chefes do levantamento popular contra a dominação da República de Génova para comandar a milícias então formadas. Era um desafio quase impossível este que Pasquale Paoli, agora com 30 anos, era chamado a assumir.
Pasquale Paoli aceitou, e apesar da oposição de algumas figuras importantes do movimento corso, como Mario Emanuele Matra, torna-se em pouco tempo o líder de facto do movimento nacional corso.
A sua posição de liderança foi legitimada a 14 de julho de 1755, depois de uma reunião da liderança da revolta, a ‘’Cunsulta Generale’’, que se realizou no convento de San’Antone della Casabianca, em Orezza. Paoli é então eleito Capu Generale di a Nazione ou Capo Generale puliticu e ecunumicu, numa eleição disputada contra Mario Emanuele Matra.
A partir desse momento cabe-lhe dirigir todas as operações, assumindo simultaneamente a responsabilidade pela condução militar e política da revolta.
O desafio que se lhe apresenta é formidável. Como dirá mais tarde: Fazer de uma colónia em revolta um Estado soberano, reconhecido pelas potências estrangeiras, forjar do interior os recursos do poder, manter a desorganização no exterior, e tudo isto no meio de facciosismos e de guerras, é bem a ocasião de um "principe nuovo" demonstrar as suas virtudes.
A sublevação domina rapidamente o interior da ilha, deixando apenas nas mãos dos genoveses as principais cidades costeiras. Assim, apesar de não dominar completamente o território da ilha, os corsos estão em condições de proclamar a sua independência. Nasce assim o Reino da Córsega, uma entidade política ‘’sui generis’’, pois apesar de ser formalmente um reino, reserva a posição de chefe de estado perpétuo à Virgem Maria, organizando toda a sua estrutura política como se de uma república se tratasse.
Para consolidar a estrutura de poder da estrutura política corsa, era necessário a aprovação de uma constituição, já que nas palavras de Pasquale Paoli: A nossa administração deve ser tão clara como um cristal, cada zona de sombra favorecendo a arbitrariedade e a desconfiança do Povo.

#### A Constituição de 1755
Tendo derrotado os genoveses, Paoli organiza o seu próprio governo. Admirador de Montesquieu, faz votar, em 17 de novembro de 1755 uma constituição de cariz republicano, apesar de manter formalmente o Reino da Córsega tendo como rainha a Virgem Maria. Foi uma das primeiras constituições democráticas e igualitárias da História, definindo com razão de ser o direito dos povos a dispor do seu próprio futuro ou seja os hoje denominados princípios do direito à autodeterminação dos povos e da soberania popular.
Foi na Constituição Corsa de 1755 que se introduziu pela primeira vez num documento legal a separação de poderes e o verdadeiro voto universal, nele se incluindo as mulheres e os estrangeiros residentes.
A Córsega torna-se assim no primeiro Estado democrático europeu do Século das Luzes, suscitando a admiração de filósofos como Rousseau e Voltaire. Na sua obra Do contrato social Rousseau afirma: Existe ainda na Europa um país com legislação capaz: é a ilha da Córsega […]. Tenho o pressentimento que, um dia, esta pequena ilha espantará a Europa.
A Constituição corsa foi escrita por juristas corsos que acompanhavam Paoli. Um projecto constitucional, da autoria de Rousseau, não foi adoptado por parecer pouco adequado às realidades da ilha. A Constituição corsa, e o seu apelo ao direito dos povos escolherem o seu futuro, serviu de inspiração à Constituição dos Estados Unidos da América. É por essa razão que o nome de Paoli aparece na toponímia de múltiplas povoações norte-americanas como Paoli City em Indiana, Paoli City no Colorado e Paoli City na Pennsylvania (local da cruenta batalha de Paoli, durante a guerra civil americana).

#### O governo de Paoli
Nomeado chefe do executivo, instala a capital da ilha na cidade bastião de Corté, instalando aí a sede do poder corso, já que as principais cidades costeiras continuam sob domínio genovês. Governa segundo a orientação liberal, embora se comporte mais como um "déspota esclarecido".
Uma das suas primeiras medidas foi a introdução da imprensa na ilha, através de uma imprensa nacional fundada em Campoloro, nas imediações de Oletta, no ano de 1758. Nela é publicada a obra Giustificazione della Rivoluzione de Corsica e impresso o primeiro periódico corso, intitulado Ragguagli dell’Isola di Corsica (ou seja Notícias da Ilha da Córsega), uma espécie de jornal oficial.
Em maio de 1764 funda em Corté uma Universidade, a qual logo em novembro desse ano tem o seu programa de estudos aprovado. Apesar de ter sido fechada em 1769, com a queda da cidade sob o domínio francês, é antecessora directa da actual Università di Corsica-Pasquale Paoli, fundada em 1981 e hoje com mais de 4 000 alunos.
Adepto do fisiocratismo, Paoli introduz a cultura da batata na ilha logo no ano de 1766 e funda o porto fortificado de L'Île-Rousse (1758) com o objectivo de fazer face aos presídios genoveses que mantinham sob ocupação os portos de Algajola e de Calvi. Fez cunhar moeda com a efígie da nação corsa em Murato no ano de 1762.
Decide também adquirir uma marinha de guerra, para perturbar o comércio genovês e para obter o reconhecimento do novo pavilhão corso, a cabeça de mouro com a banda branca, pelas potências estrangeiras. Apesar da dificuldade de construir navios credíveis, consegue manter as costas livres de assaltos genoveses, chegando a conquistar a ilha de Capraia.
A experiência democrática corsa impressiona vivamente a intelectualidade progressista europeia, a qual considera a ilha como um exemplo a seguir. Tanto na Europa como nas então colónias inglesas da América do Norte, o nome de Pasquale Paoli é venerado. Foi neste ambiente que Rousseau aconselha o jovem escocês James Boswell a efectuar uma visita à Córsega para descrever a nova experiência governativa.
O governo corso mantém relações amigáveis com o governo francês, o qual assume uma posição de neutralidade face ao conflito com a República de Génova.
Por volta de 1765 a posição da Sereníssima República de Génova na Córsega está reduzida a alguns enclaves costeiros, controlando apenas as cidades estratégicas de Calvi e Bastia. Por seu lado, a França começa a olhar a Córsega como uma posição estratégica no Mediterrâneo, capaz de contribuir para contrabalançar a crescente presença britânica na zona. Assim, apesar de se manterem as relações entre a França e o governo corso, os interesses franceses são cada vez mais poderosos e influentes na ilha.
Quando em 1764 forças francesas se instalam em Bastia, elas mantêm a sua neutralidade em relação ao conflito entre Córsega e Génova. Nesta fase, Paoli e o secretário de estado francês Étienne François de Choiseul mantêm uma correspondência cordial, com este último a afirmar por diversas vezes que a França não alberga intenções belicosas contra o Reino da Córsega.

#### O Tratado de Versalhes de 1768
Tudo isto muda, quando, por um tratado, assinado em Versalhes a 15 de maio de 1768, a República de Génova cede à França a soberania sobre a Córsega como garantia das suas dívidas. Apesar de não ser uma venda, antes oferecendo a ilha como penhor, o Tratado foi imediatamente denunciado como sendo a venda da Córsega à França.
Na Córsega a notícia rebenta como uma bomba, e a 22 de maio, na Consulta de Corté, Paoli proclama um levantamento geral contra a França.
Logo em julho imediato tropas francesas ocupam Cap Corse e um mês mais tarde o marquês Armand de Chauvelin desembarca à frente de um numeroso contingente militar. Mesmo assim, em outubro os franceses são derrotados em Borgo, mas tal não impede que na primavera de 1769 o conde de Vaux, desembarque à frente de mais 20 000 homens.
Paoli tenta travar o seu passo das forças francesas, mas foi batido na batalha de Ponte Novu (ou seja da Ponte Nova), travada a 8 de maio de 1769. Retira para Corte, mas pouco depois a cidade é obrigada a render-se aos franceses.
Derrotado e perseguido pelas forças francesas, teve de procurar o exílio. Parte para Londres a 13 de junho desse mesmo ano.

### O exílio em Londres (1769-1790)
Paoli é aclamado como um herói em todos os países que atravessa, da Itália à Grã-Bretanha, passando pela Áustria e pelos Países Baixos. O seu combate, e a sua Constituição eram conhecidos em toda a Europa graças à obra de James Boswell, Account of Corsica, entretanto publicada e recebida com grandes laudas por toda a Europa e América cultas.
Em Londres é recebido com todas as honras, sendo-lhe concedido uma residência e uma generosa pensão. Fixa-se na cidade, aproveitando o tempo para ler os mais recentes trabalhos dos filósofos franceses e ingleses.
Graças aos textos publicados por James Boswell, e à amizade que os ligava desde a passagem deste pela Córsega, a vida social de Paoli em Londres é fácil. É introduzido por sir Joshua Reynolds no prestigioso Literary Club e pouco depois na Royal Society of Finest Art. Em 1778, foi iniciado na Maçonaria, sendo apresentado por sir John Pringle, o médico pessoal da rainha.
Paoli cria rapidamente um círculo social que abrangia a melhor intelectualidade britânica. Nesse círculo conhece Maria Cosway, de origem italiana e esposa do pintor Richard Cosway, que na altura pintava um retrato de Paoli. Entre eles desenvolve-se um amor platónico que os acompanhará até à morte de Paoli, que nunca casou.
Aproveita o tempo para estabelecer uma teia de relações com a intelectualidade britânica, que farão dele um dos homens mais influentes do seu tempo, e um dos poucos estrangeiros a quem foi concedido um cenotáfio na Abadia de Westminster.
Em 4 de julho de 1776 as colónias britânicas no leste da América do Norte declaram a sua independência, abrindo caminho para o nascimento dos Estados Unidos da América. Paoli, visto pelos independentistas como um precursor e um herói, está agora em Inglaterra, dependente da boa vontade real para eventualmente poder libertar a Córsega. Reage com prudência, deixando os seus amigos americanos desapontados.
Após a Revolução Francesa a posição de Paoli em relação à França altera-se, o mesmo acontecendo com a posição do novo governo francês face a Paoli. Agora, pelo menos nominalmente, a França partilha dos mesmos ideais que tinham norteado a independência corsa.
Na sua sessão de 30 de novembro de 1789, é lida na Assembleia Constituinte uma carta da municipalidade de Bastia, questionando o parlamento sobre o futuro da ilha, já que, de acordo com o Tratado de 1768, a soberania fora apenas cedia pela República de Génova à França como garantia de uma dívida e não de forma definitiva. A Assembleia decide então, por decreto daquele dia, integrar a Córsega no Império francês.
Apesar dos subsequentes protestos genoveses, e corsos, aquele decreto de 30 de novembro de 1789, marca a integração oficial da Córsega na França.
Na sequência da aprovação do decreto de integração, e por proposta de Honoré Gabriel Riqueti de Mirabeau, é também aprovado um decreto de amnistia aos sublevados corsos, que abrange Paoli. Logo de seguida, diversas personalidades francesas convidam-no a regressar à Córsega.
Pasquale Paoli acede, tendo escrito uma missiva à Assembleia, datada de 11 de dezembro de 1789, onde diz: [ … ] Ao admitir a Córsega ao perfeito gozo de todas as vantagens que resultam da feliz constituição que acaba de ser estabelecida, a França encontra enfim o meio mais seguro de assegurar a afeição e a fidelidade dos seus habitantes.
A 3 de abril de 1790 Paoli chega a Paris, onde é recebido por diversas delegações vindas da Córsega. A batalha de Ponte Novu parece agora nunca ter existido, tal é o fervor revolucionário que une os antigos inimigos.
No dia 8 de abril Paoli é apresentado ao rei Luís XVI da França pelo Marquês de La Fayette, sendo-lhe concedidas as honras de um estadista; a 22 de abril a delegação corsa é recebida na Assembleia, cabendo a Paoli fazer uma intervenção perante a Câmara, sendo longamente aplaudido. Nessa intervenção, Paoli expressa, em termos claros, a sua aprovação à integração corsa na França, afirmando que tinha deixado a sua pátria subjugada e agora tinha o gosto de a encontrar livre.
Depois de uma estadia em Paris, a 14 de julho de 1790 embarca em Toulon em direcção à Córsega.

### O regresso à Córsega (1790-1796)
Recebido como um herói na Córsega, logo a 9 de setembro de 1790, a ‘’Cunsulta Generale’’, novamente reunida no convento de San’Antone della Casabianca, em Orezza, nomeia-o presidente do directório departamental da Córsega e comandante da Guarda Nacional, cargos que aceita.

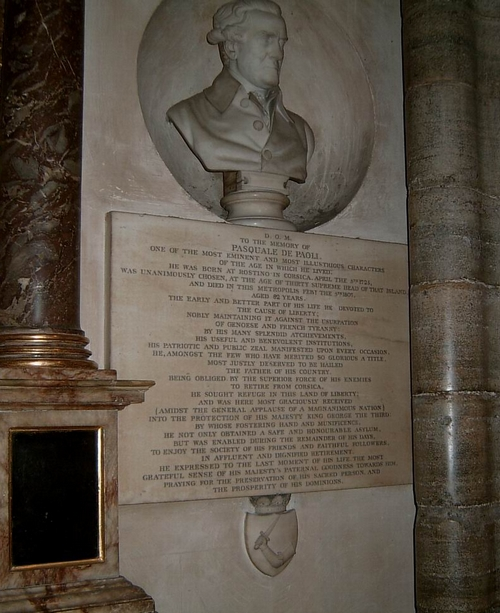
Cenotáfio de Pasquale Paoli, na Abadia de Westminster (Londres).

Inicia-se uma nova fase na vida de Paoli. Volta a ter poder executivo, mas agora restrito pela presença francesa na ilha, tendo algumas das suas decisões suscitado protestos e suspeições, que chegam à Assembleia em Paris.
Com o passar do tempo, o entusiasmo inicial vai-se esvaindo perante a contestação de que afinal a sonhada liberdade não tinha realmente chegado à ilha pela via da integração em França.
Aparecem movimentos contra-revolucionários na ilha e Paoli tenta a via da conciliação e depois da repressão. Desconfiando dos clubes revolucionários, dificulta a sua acção, no que é apoiado pela Assembleia. Contudo, as dificuldades em manter a ordem pública continuam, mostrando as divisões profundas existentes na sociedade corsa.
A 21 de setembro de 1792 é proclamada a República Francesa, e o processo revolucionário ganha novo ímpeto e nova direcção. O jacobinismo domina e é crescente a vontade centralizadora e a pressão para uniformizar a administração francesa. Com essa tendência começa a rápida erosão da autonomia corsa.
Discordando da perda de autonomia, Paoli a partir de 1793 opõem-se à tendência centralizadora dos jacobinos e procura, agora com o apoio britânico, obter a secessão da ilha.
A Convenção acusa-o então de conivência com o inimigo e por decreto de 17 de julho de 1793 declara Paoli como proscrito e inimigo da República Francesa e prepara-se para assumir directamente o poder na Córsega.

A 25 de agosto de 1793 Paoli escreve ao almirante Samuel Hood, comandante-em-chefe das forças navais britânicas no Mediterrâneo solicitando ajuda contra a Convenção. Sem esperar a conclusão de um acordo, as forças britânicas intervêm, colaborando com os nacionalistas na luta contra os franceses. A 4 de Janeiro de 1794, Paoli escreve novamente a Hood, manifestando-lhe o seu desejo pessoal e do povo corso de se colocar sob a protecção de Sua Majestade Britânica.

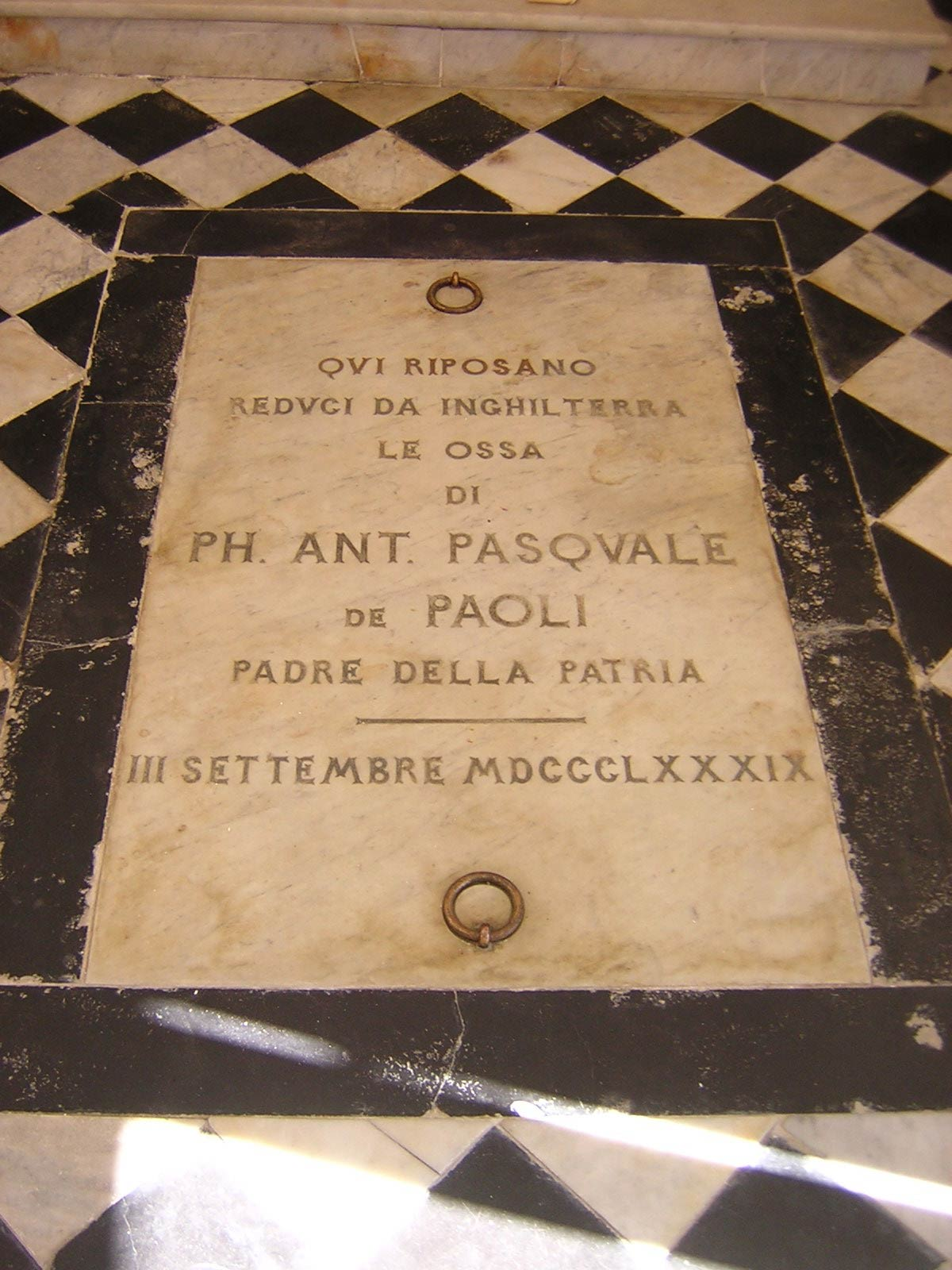
Pedra tumular de Pasquale Paoli na capela da sua casa natal

Face a essa missiva, e tendo em conta o interesse estratégico da ilha, logo a 16 de Janeiro Paoli encontra-se com Sir Gilbert Elliot para acordarem um enquadramento constitucional para a criação de um Reino Anglo-Corso, na realidade um protectorado britânico na ilha.
Depois desse entendimento, a 21 de abril Hood e Elliot escrevem a Paoli reafirmando a aceitação britânica de uma união perpétua com a Córsega, e pedindo uma formalização desse entendimento. No entretanto as forças britânicas tinham capturado Saint Florent, a 17 de fevereiro de 1794.
A 9 de maio de 1794 são convocadas eleições, as quais se realizam a 25 de maio. A Assembleia eleita reúne a 10 de junho. Nesse mesmo dia é proclamada solenemente a separação da Córsega em relação à França e a 19 de junho a nova Constituição é aprovada, por unanimidade, estabelecendo o Reino Anglo-Corso. Entretanto, a 21 de maio, a cidade de Bastia é capturada pelos britânicos e a 20 de julho, Horatio Nelson distingue-se na captura de Calvi.
A Constituição cria um lugar de vice-rei, que aparentemente Paoli esperava ocupar. Mas os britânicos, que tinham assumido então a ilha como um protectorado, designam como vice-rei a sir Gilbert Elliot.
Desapontado, Paoli sente-se cada vez mais isolado, sendo acusado por Elliot de entravar o governo e de conspirar. A tensão entre os dois vai subindo até que Paoli se vê obrigado a procurar novamente o exílio em Londres.
Deixa a Córsega, onde não mais voltará, a 14 de outubro de 1795, perante a indiferença geral. A sua carreira política tinha acabado.

Em 1796, tropas francesa, com ajuda corsa, expulsaram os britânicos da ilha. Nesta altura já Napoleão Bonaparte se preparava para governar a França. Ficava assim completo o turbulento processo da integração corsa na França.

### Os anos finais (1796-1807)
Chega a Londres em finais de 1795, enfraquecido mas ainda atento à vida política, embora agora apenas como mero observador. Dedica os últimos anos da sua vida a cuidar da educação dos seus sobrinhos netos, numa pacatez que pouco teve em comum com o resto do seu percurso.
Faleceu em Londres a 5 de fevereiro de 1807, sendo enterrado no cemitério de Saint Pancras, também em Londres.
A seu corpo foi trasladado em 1889 para a capela de família existente em Morosaglia, onde também hoje existe uma casa museu que o recorda. Na abadia de Westminster um cenotáfio, contendo um busto da autoria de John Flaxman (1755-1826) e um epitáfio, recordam-no como estadista e precursor do direito dos povos.